# برونو سيمويس تيكسيرا
برونو سيمويس تيكسيرا (بالبرتغالية: Bruno Simões Teixeira‏) هو لاعب كرة قدم برازيلي في مركز الدفاع، ولد في 4 يوليو 1988 في ريو دي جانيرو في البرازيل. لعب مع Esporte Clube Itaúna ‏.

## وصلات خارجية
- برونو سيمويس تيكسيرا على موقع الاتحاد الدولي (مؤرشف)  (الإنجليزية)
- برونو سيمويس تيكسيرا على موقع قاعدة بيانات كرة القدم.إي يو (الإنجليزية)